# راماز نوزادزه
راماز نوزادزه (انگلیسی: Ramaz Nozadze؛ زادهٔ ۱۶ اکتبر ۱۹۸۳) کشتی‌گیر فرنگی اهل گرجستان است.
وی در مسابقات بین‌المللی در مجموع برنده ۳ مدال طلا، ۱ مدال نقره، ۲ مدال برنز شده‌است.